# SV Preußen Mielau
SV Preußen Mielau (celým názvem: Sportverein Preußen Mielau) byl německý sportovní klub, který sídlil ve východopruském městě Mielau (dnešní Mława v Mazovském vojvodství). Založen byl v roce 1940, zanikl v roce 1945 po sovětsko-polské anexi Pruska. Klubové barvy byly modrá a bílá.
Své domácí zápasy odehrával na stadionu Sportplatz s kapacitou 4 000 diváků.

## Umístění v jednotlivých sezonách
Stručný přehled
Zdroj: 
- 1940–1943: Gauliga Ostpreußen

Jednotlivé ročníky
Zdroj: 
Legenda: Z - zápasy, V - výhry, R - remízy, P - porážky, VG - vstřelené góly, OG - obdržené góly, +/- - rozdíl skóre, B - body, červené podbarvení - sestup, zelené podbarvení - postup, fialové podbarvení - reorganizace, změna skupiny či soutěže
| Velkoněmecká říše (1940 – 1943) |                    |        |                                                             |                                                             |                                                             |                                                             |                                                             |                                                             |                                                             |                                                             |        |
| Sezóny                          | Liga               | Úroveň | Z                                                           | V                                                           | R                                                           | P                                                           | VG                                                          | OG                                                          | +/-                                                         | B                                                           | Pozice |
| 1940/41                         | Gauliga Ostpreußen | 1      | 12                                                          | 9                                                           | 1                                                           | 2                                                           | 48                                                          | 12                                                          | +36                                                         | 19                                                          | 2.     |
| 1941/42                         | Gauliga Ostpreußen | 1      | 11                                                          | 8                                                           | 0                                                           | 3                                                           | 59                                                          | 14                                                          | +45                                                         | 16                                                          | 2.     |
| 1942/43                         | Gauliga Ostpreußen | 1      | Klub se odhlásil v průběhu sezóny, výsledky byly anulovány. | Klub se odhlásil v průběhu sezóny, výsledky byly anulovány. | Klub se odhlásil v průběhu sezóny, výsledky byly anulovány. | Klub se odhlásil v průběhu sezóny, výsledky byly anulovány. | Klub se odhlásil v průběhu sezóny, výsledky byly anulovány. | Klub se odhlásil v průběhu sezóny, výsledky byly anulovány. | Klub se odhlásil v průběhu sezóny, výsledky byly anulovány. | Klub se odhlásil v průběhu sezóny, výsledky byly anulovány. | 8.     |